# Janusz Kowalski
Janusz Kowalski (né le 8 juin 1952 à Świebodzin) est un coureur cycliste polonais. Champion du monde sur route amateur en 1974, il a également remporté le Tour de Malopolska et le Tour de Bulgarie en 1975, et le Tour de Pologne en 1976. Il a participé deux fois à la Course de la Paix, se classant seizième en 1974 et quatorzième en 1976.

## Palmarès
- 1973
  - 8e étape du Tour de Pologne
  - 3e du championnat de Pologne sur route
  - 3e du championnat de Pologne de poursuite par équipes
- 1974
  -  Champion du monde sur route amateurs
  - 3e du championnat de Pologne sur route
  - 3e du championnat de Pologne de montagne
- 1975
  - 9ea étape du Tour de Grande-Bretagne
  - Tour de Malopolska
  - Tour de Bulgarie
- 1976
  - Tour de Pologne :
    - Classement général
    - 3e étape
- 1979
  - 6e étape du Tour de Pologne
  - 2e du Tour de Pologne